# Campanularia sinuosa
Campanularia sinuosa är en nässeldjursart som först beskrevs av Eugène Leloup 1935.  Campanularia sinuosa ingår i släktet Campanularia och familjen Campanulariidae. Inga underarter finns listade i Catalogue of Life.